# Boswil
Boswil (gsw. Boosmel) – gmina (niem. Einwohnergemeinde) w Szwajcarii, w kantonie Argowia, w okręgu Muri. Liczy 2 923 mieszkańców (31 grudnia 2020).